# Catoira
Catoira település Spanyolországban, Pontevedra tartományban. Catoira Vilagarcía de Arousa, Caldas de Reis és Valga községekkel határos. Lakosainak száma 3268 fő (2024).

## Népesség
A település népessége az elmúlt években az alábbi módon változott:
| Lakosok száma | 3537 | 3510 | 3480 | 3473 | 3484 | 3402 | 3337 | 3335 | 3295 | 3268 |
|               | 2001 | 2004 | 2007 | 2009 | 2012 | 2014 | 2017 | 2019 | 2022 | 2024 |